# Kociołki-Las
Kociołki-Las (prononciation [kɔˈt͡ɕɔu̯ki ˈlas]) est une localité de la gmina de Dłutów, du powiat de Pabianice, dans la voïvodie de Łódź, située dans le centre de la Pologne.

## Administration
De 1975 à 1998, a localité était attachée administrativement à l'ancienne voïvodie de Piotrków.

Depuis 1999, elle fait partie de la nouvelle voïvodie de Łódź.